# Pałac myśliwski w Promnicach
Pałac myśliwski w Promnicach – zabytkowy pałac z 1861 roku położony we wsi Kobiór w powiecie pszczyńskim, w pobliżu południowo-zachodniej części Jeziora Paprocańskiego.

## Historia
Pierwszy pałac został wzniesiony na tym terenie w latach 1760–1766 przez Promnitzów – ówczesnych właścicieli Księstwa Pszczyńskiego. Inicjatorem budowy był Jan Adam Promnitz. Projektował go nadworny architekt tej rodziny – Jan Jahne z Żar koło Żagania. Na miejscu chylącego się już ku upadkowi dworku Promnitzów książę pszczyński Hans Heinrich XI Hochberg kazał wybudować nową rezydencję – pałac myśliwski. W 1861 roku powstała budowla w stylu neogotyku angielskiego z widocznymi wpływami niemieckimi według projektu Oliviera Pavelta – nadwornego architekta Hochbergów.
24 września 1867 roku obiekt spłonął w niewyjaśnionych okolicznościach, ale dzięki ubezpieczeniu w Towarzystwie Ubezpieczeń Ogniowych, już w 1868 roku, za sumę 3600 marek w złocie, pałacyk został odbudowany i w tej niezmiennej formie pozostał do dziś. Pracami budowlanymi zajął się wówczas J. Böehme z Pszczyny, stolarkę wykonał mistrz Fryderyk Rehorst, a prace kamieniarskie rzeźbiarz i modelarz Plischke. Wszystko odbyło pod okiem wspomnianego już Oliviera Pavelta, który wykonał nowe projekty nawiązujące do pierwotnego kształtu budowli. Nowy pałac posiadał dodatkowe wykusze w pomieszczeniach parteru oraz dodatkowe wieże. Wewnątrz wybudowano duże reprezentacyjne, kręte schody, a niektóre partie ścian pokryto tapetą. Do ważniejszych zmian należało także wprowadzenie ogrzewania parowego. Drewniane stropy, schody, drzwi i podłogi zachowały się do dziś w niemal nienaruszonym stanie.

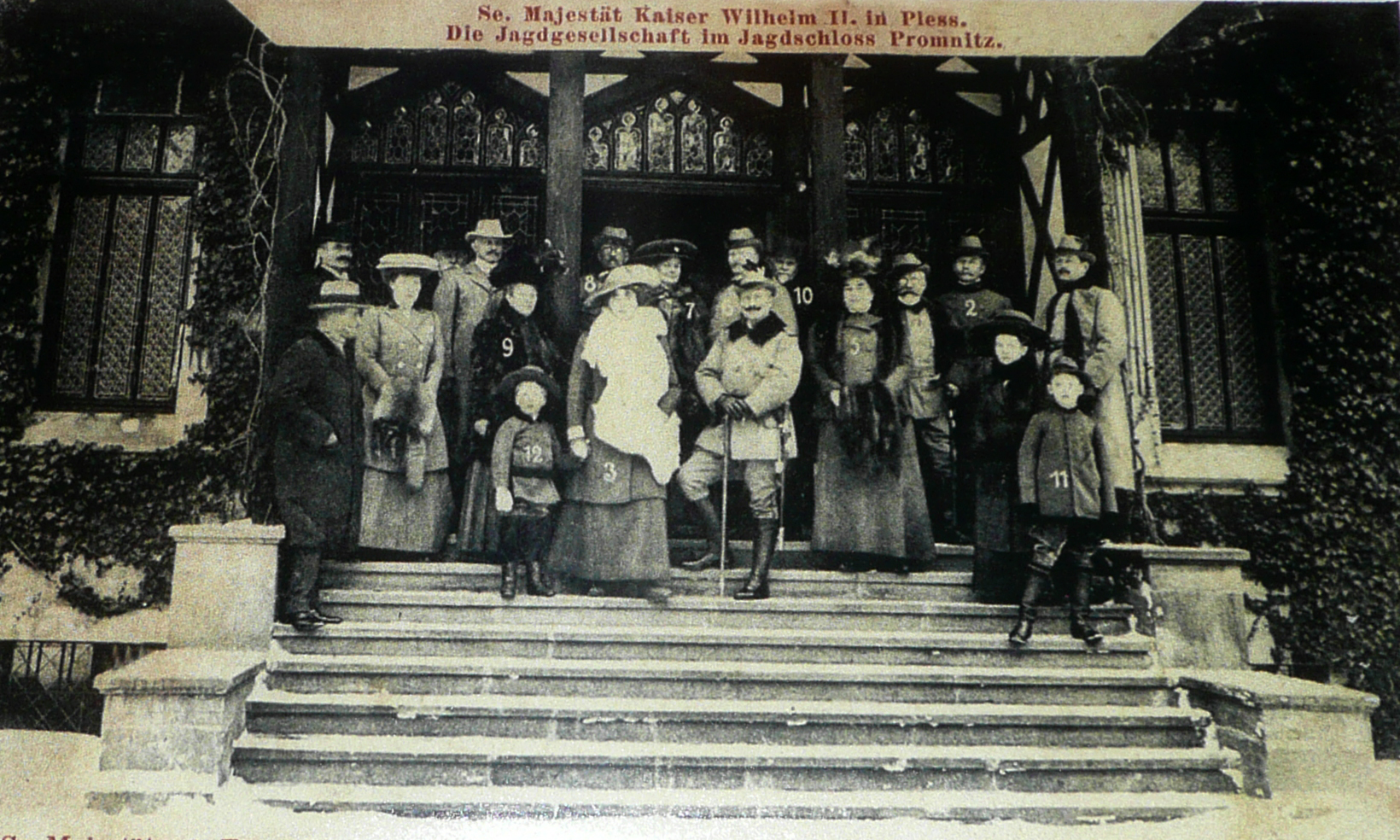
Cesarz Wilhelm II w Promnicach w 1908 roku

Pałac w Promnicach został wybudowany z myślą o najznakomitszych gościach zapraszanych na polowania w Puszczy Pszczyńskiej. Miasto to odwiedzili m.in. Wilhelm I Friedrich Ludwig von Hohenzollern – król Prus i Wilhelm II – cesarz Niemiec. Miejsce to upodobała sobie także żona Jana Henryka XV Hochberga – Maria Teresa Cornwalis West (księżna Daisy). Wiele zmian nastąpiło po śmierci Jana Henryka XI, kiedy to księżna Daisy postanowiła nadać wnętrzom lekkości, wprowadzając meble z jasnymi obiciami oraz malując ściany na jasne kolory. Następnie zainstalowano małą windę do transportu potraw, a także wprowadzono elektryczność. Niemal wszystkie pomieszczenia zyskały bogatszy wystrój. Z zapisów inwentarzowych wynika, że znacznie wzrosła liczba trofeów myśliwskich, których w 1927 roku było 450 sztuk, podczas gdy w roku 1865 było ich zaledwie 34.
Na dziedzińcu w 1864 roku została ustawiona figura przedstawiająca patrona myśliwych – św. Huberta z jeleniem i parą ogarów. Rzeźba ta inspirowana była postacią księcia pszczyńskiego Jana Henryka XI. Święty ubrany jest w tunikę, a na plecach ma zarzuconą skórę niedźwiedzia. Na prawym ramieniu ma zawieszoną torbę myśliwską i łuk. Kompozycja powstała w Poczdamie, a jej autorem był Johann Janda – nadworny artysta księcia pszczyńskiego i wielkiego łowczego królewskiego, Jana Henryka X Hochberga. Już w latach 40. skradziony został krzyż, umieszczony między rogami jelenia. 30 lipca 2000 r. odłamał się długi na ponad 20 m konar trzechsetletniego dębu i strzaskał pomnik, mocno już nadgryziony zębem czasu. Obiekt poddany konserwacji w krakowskiej pracowni Ars Met pod kierunkiem dr Elżbiety Nosek, wrócił na postument w lipcu 2001 r.
Do 1938 roku pałac był własnością rodu Hochbergów, jednak w tym roku został przekazany państwu jako część opłaty spadkowej, którą musieli uiścić synowie zmarłego Hansa Heinricha XV, aby objąć po nim schedę. Odtąd pałacyk znajdował się w gestii Lasów Państwowych, potem kopalń i zrzeszeń górniczych, by w 2003 roku znów stać się własnością Skarbu Państwa. W tym roku odbyło się tam spotkanie prezydentów Polski, Węgier, Słowacji i Czech. Obecnie w zamku znajduje się restauracja. W 2018 roku Skarb Państwa przekazał pałacyk Muzeum Zamkowemu w Pszczynie.

## Galeria

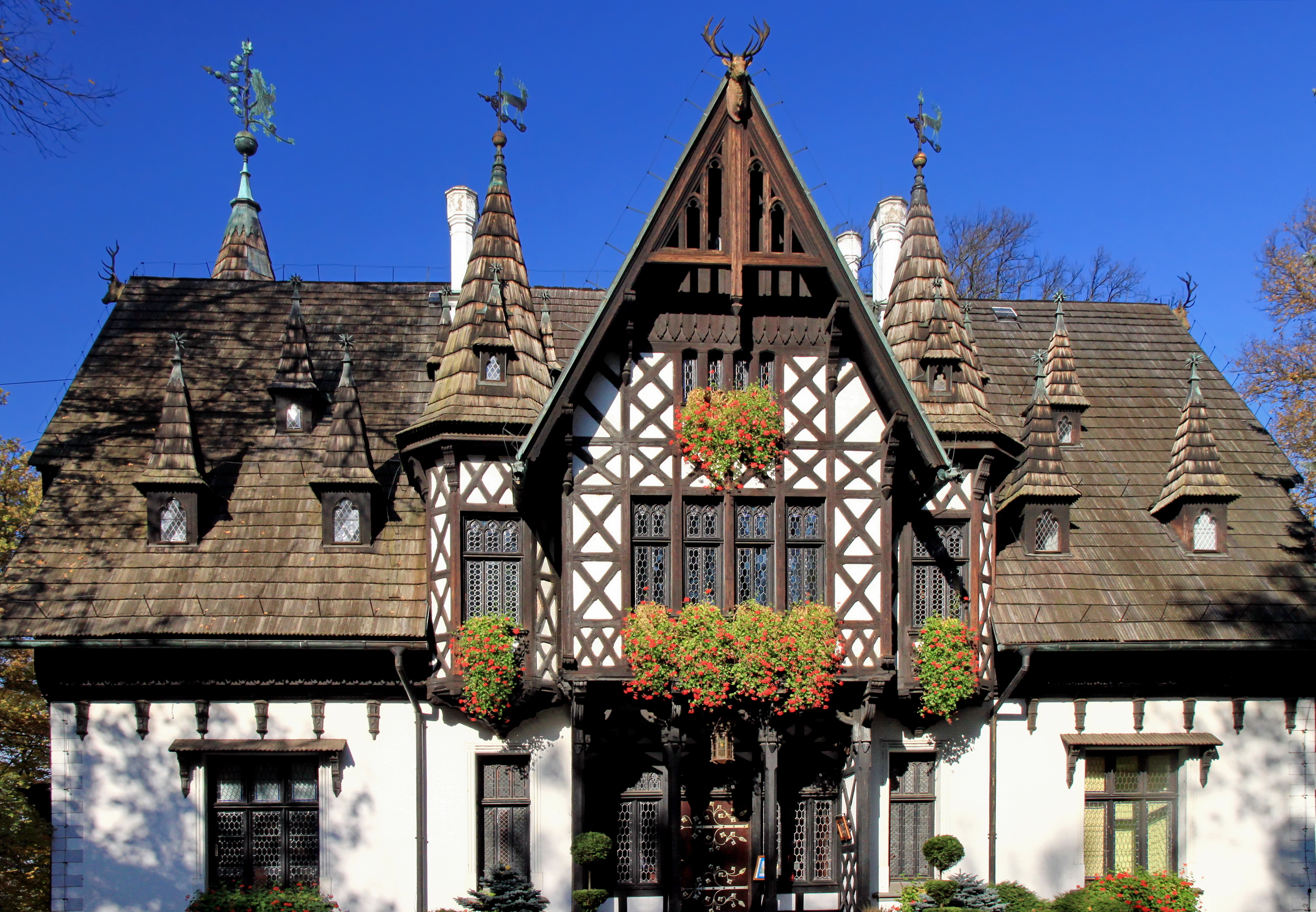
Widok fasady
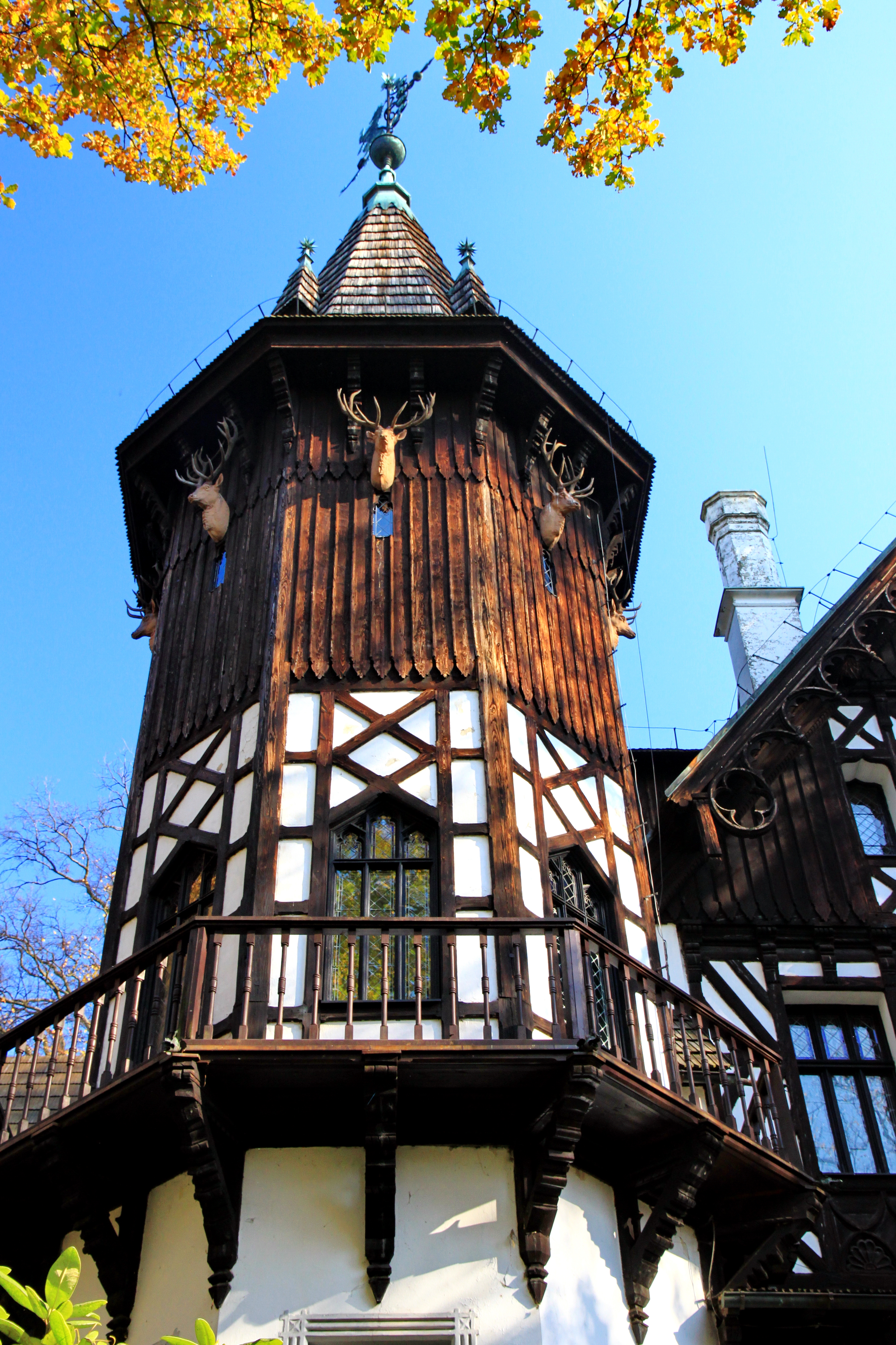
Wieża
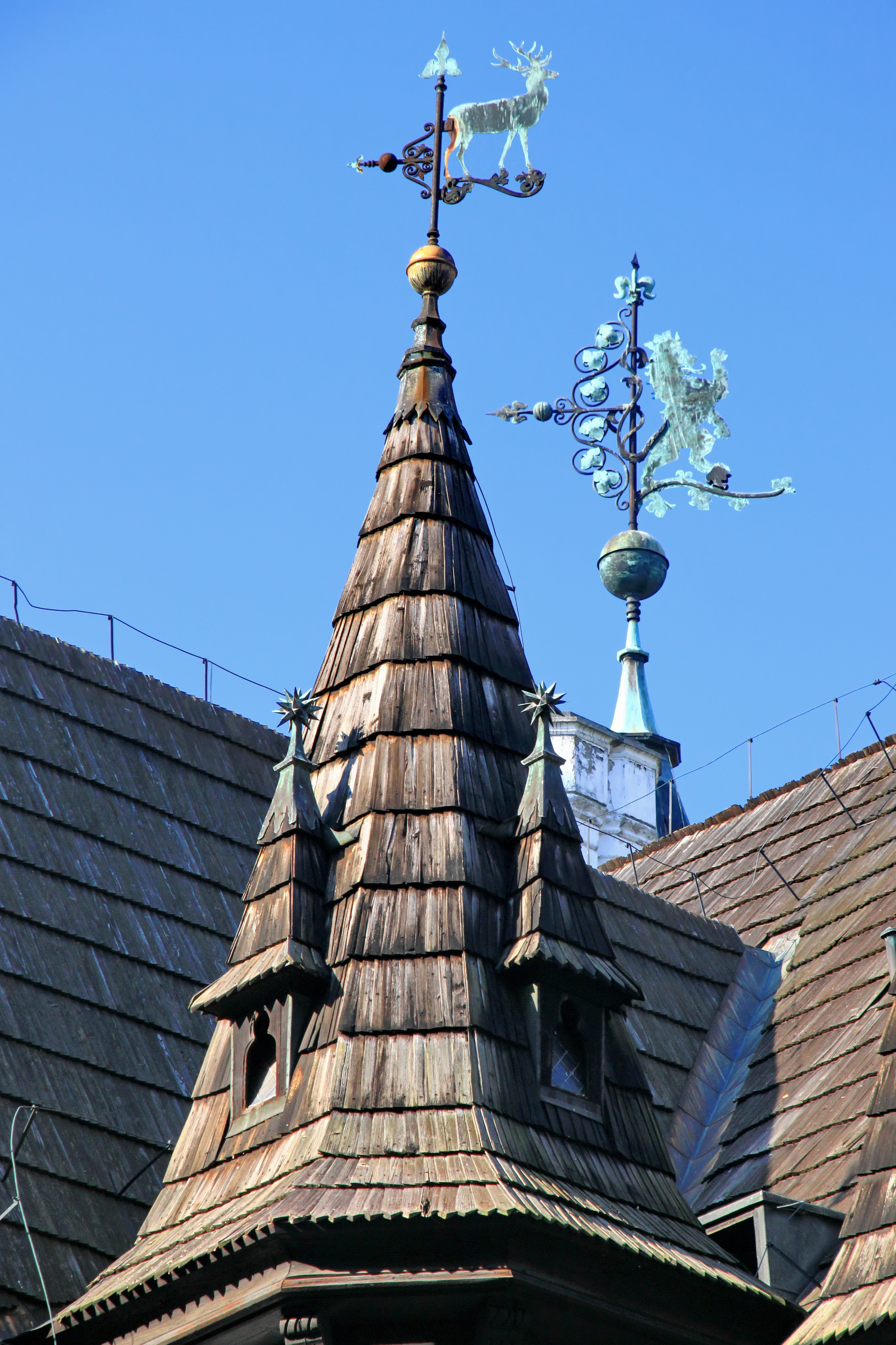
Detale
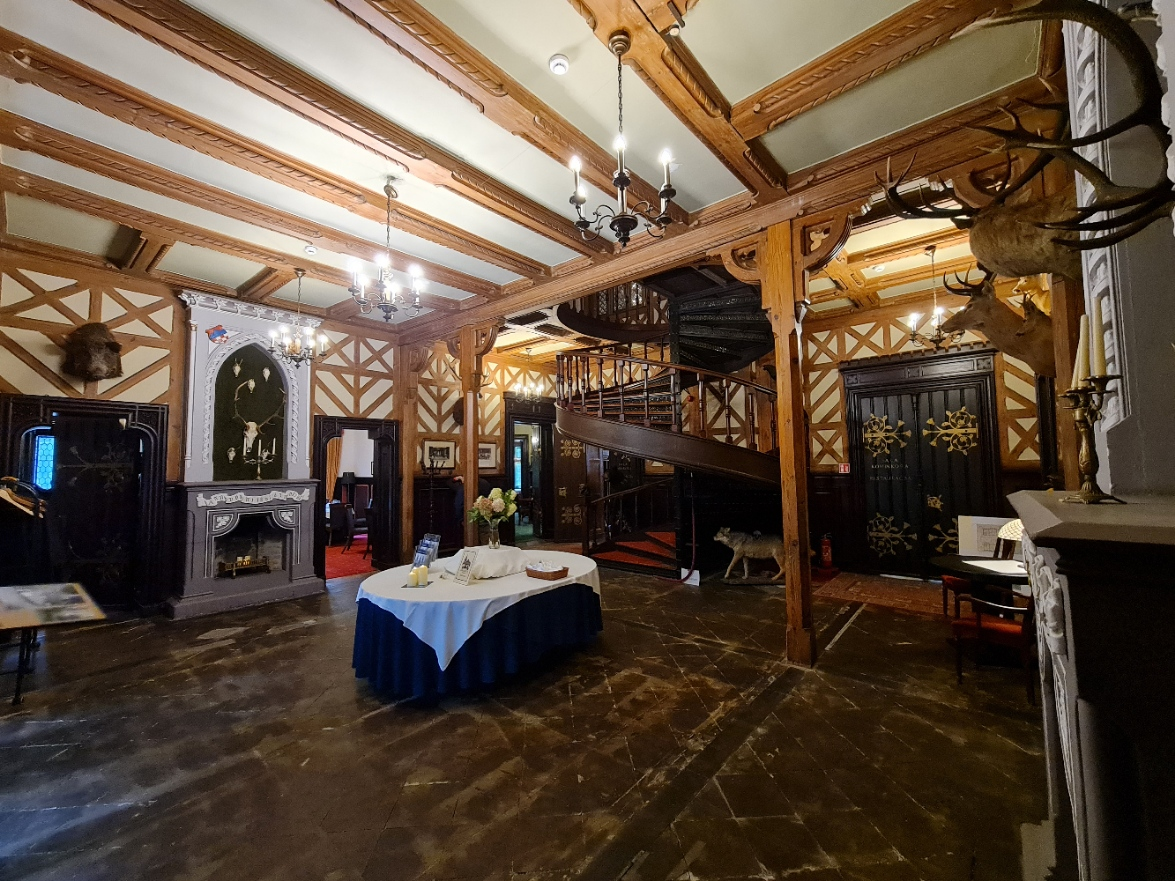
Wnętrze (2021)
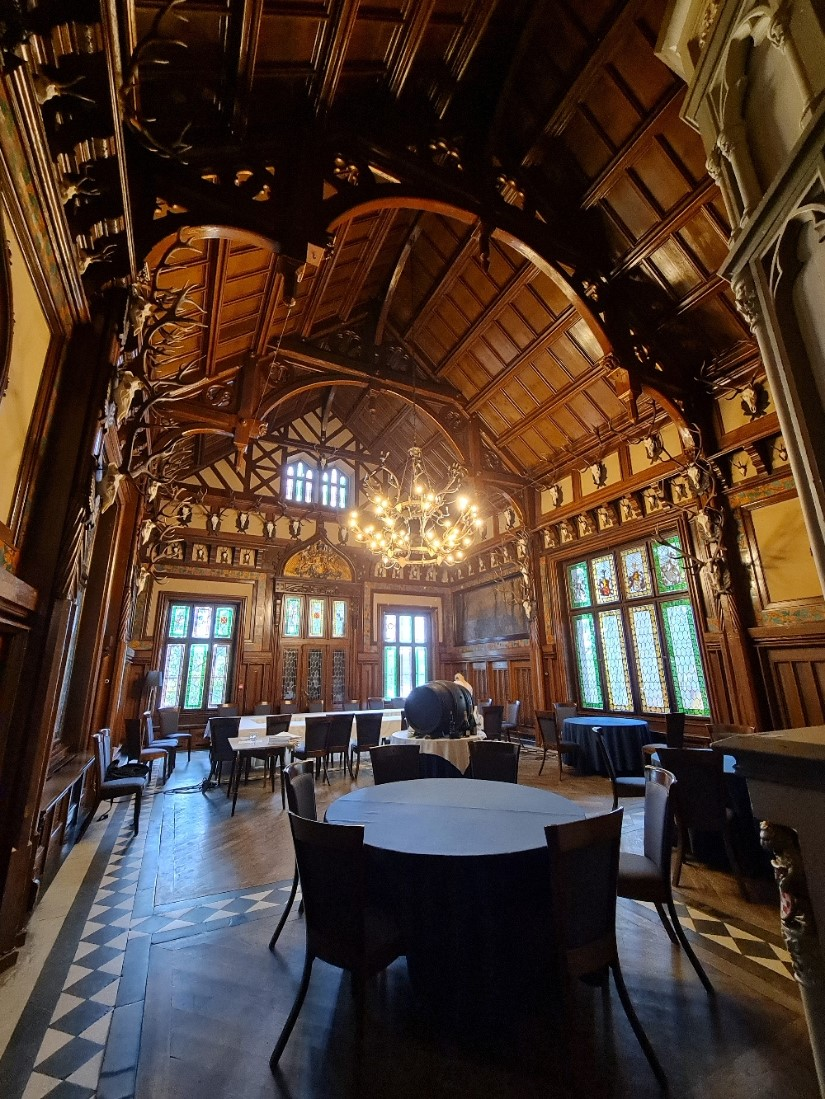
Wnętrze (2021)
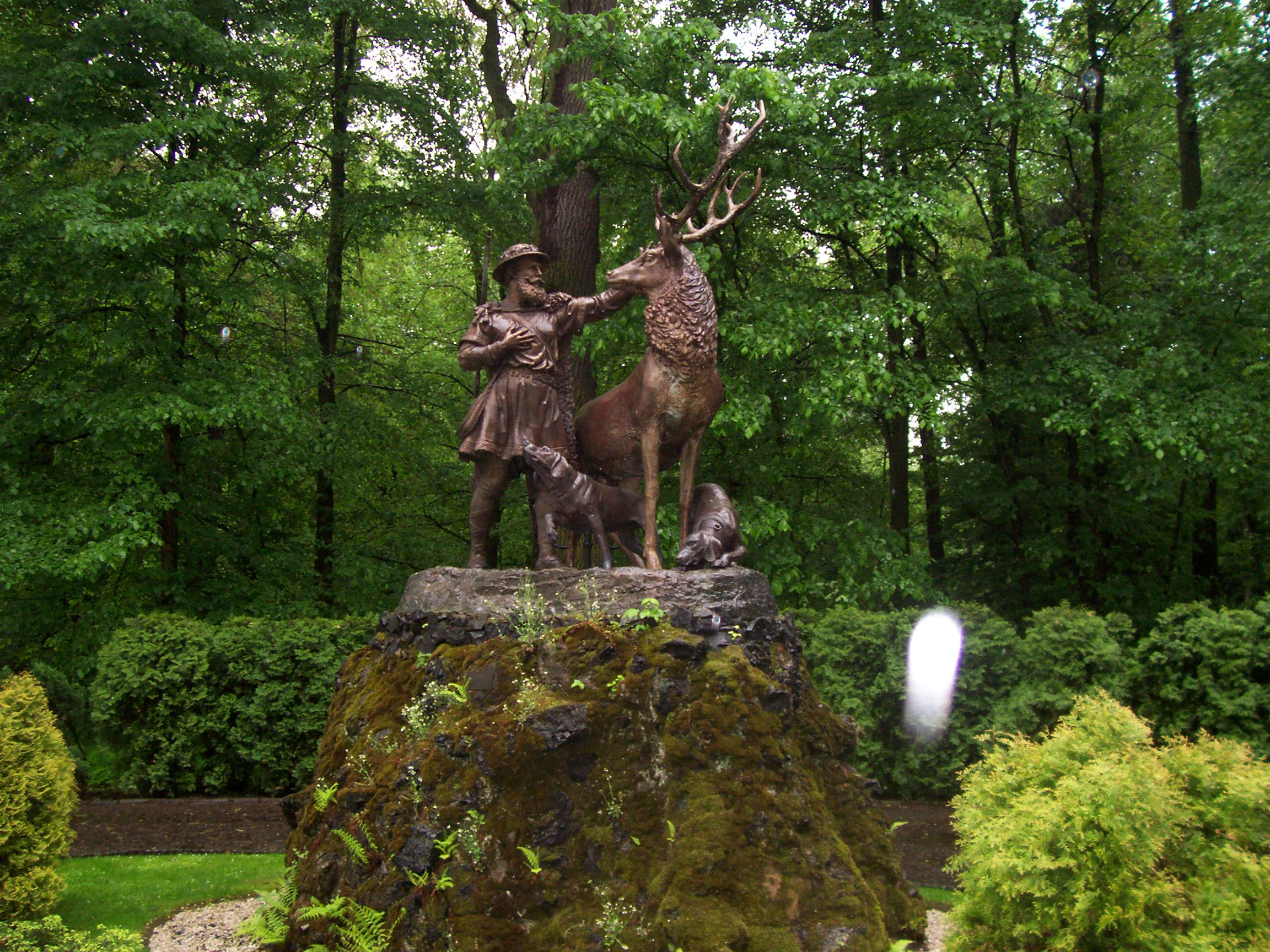
Posąg św. Huberta
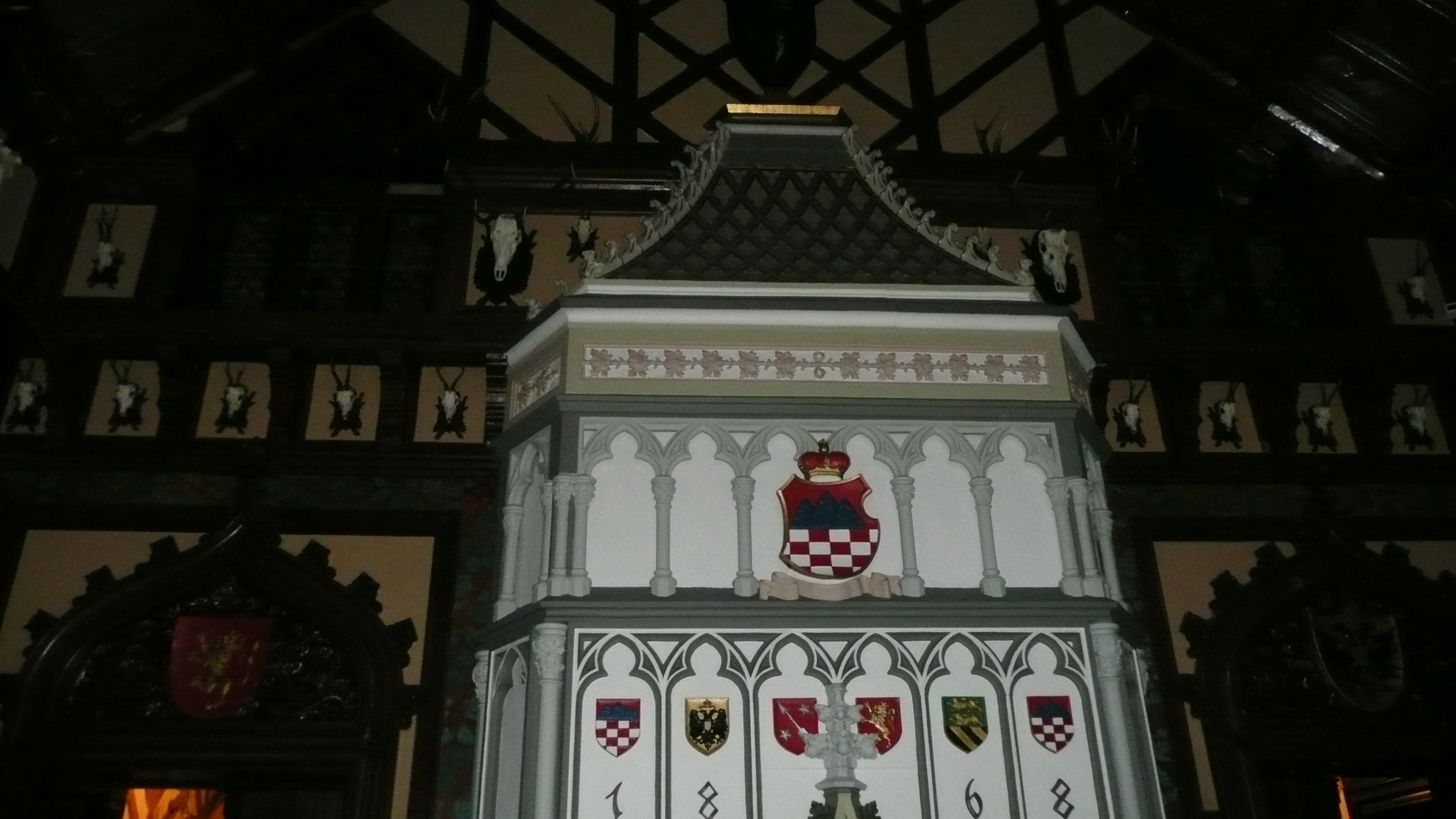
Kominek z herbami Hochbergów